# Devon Energy Center
Devon Energy Center (или Devon Tower) — 50-этажный  небоскрёб, расположенный в центре Оклахома-Сити, штат Оклахома. Здание является самым высоким в городе и штате, несмотря на меньшее количество этажей по сравнению с 52-этажной BOK Tower в Талсе. Devon Tower занимает 72-е место по высоте в США, наравне с Park Tower в Чикаго. На момент завершения строительства она была 39-й по высоте в стране. Строительство башни началось 6 октября 2009 года и завершилось в октябре 2012 года. Небоскрёб расположен на Шеридан-авеню, рядом с историческим отелем Colcord Hotel, который в настоящее время принадлежит компании Devon.
Офисная башня, шестиэтажная ротонда и шестиэтажная структура подиума занимают более 170 000 м² и изначально оценивались в 750 миллионов долларов. Однако первая официальная оценка комплекса составила лишь 707,9 миллиона долларов. Он выступает северной опорой масштабного проекта реконструкции центра Оклахома-Сити «От центра к берегу».

## История
Devon World Headquarters LLC, дочерняя компания корпорации Devon Energy Corporation из Оклахома-Сити, построила новый небоскрёб, чтобы заменить свой прежний корпоративный офис, располагавшийся в башне Mid America Tower (ныне Continental Resources Center), а также другие арендуемые коммерческие помещения в нескольких офисных зданиях делового района.
Изначально Devon Energy Center планировался как 54-этажное здание высотой 282 метра. Однако изменения в проекте, включая решение разместить центр обработки данных в отдельном здании из соображений безопасности, привели к сокращению высоты до 257 метров и 50 этажей.
Подготовка строительной площадки и снос начались 6 октября 2009 года. Основным генеральным подрядчиком проекта стала компания Holder Construction Company, а Flintco, Inc. купил меньшую долю проекта.